# Orengo
La famiglia Orengo di Roccasterone è una storica casata ligure, di origine provenzale.

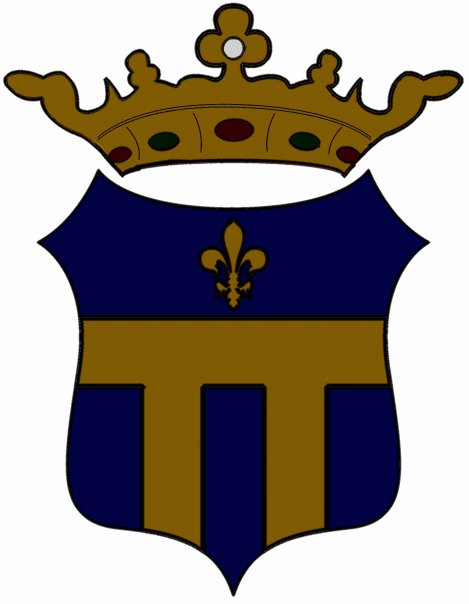

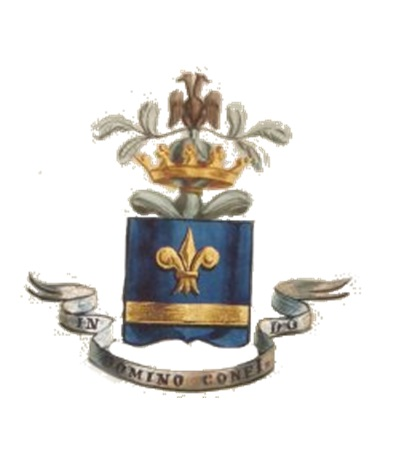
Primo blasone della Famiglia Orengo da Ventimiglia

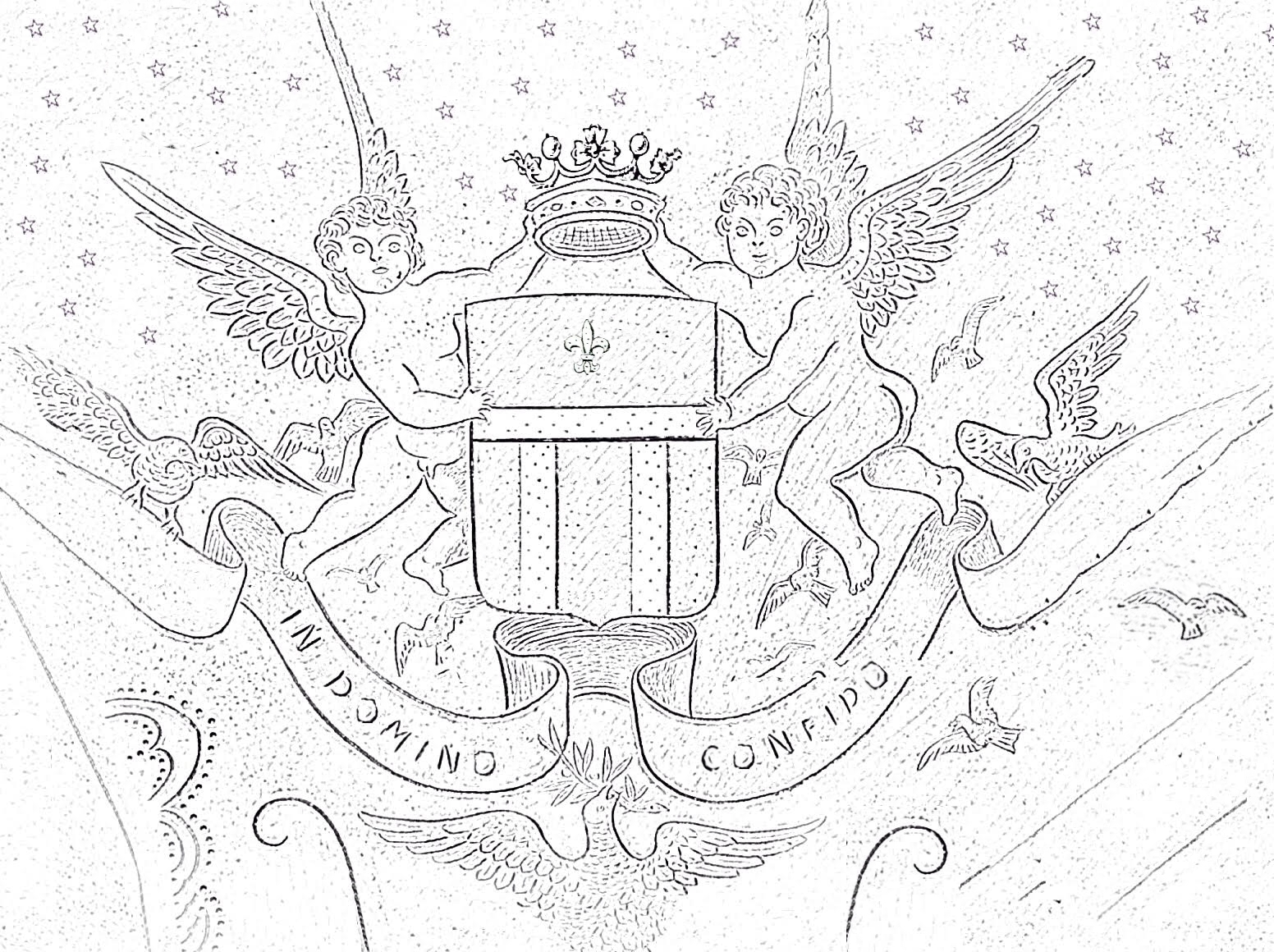

## Storia
Di parte guelfa, gli Orengo furono costretti a rifugiarsi a Pigna, nelle gole prealpine, per sfuggire ai ghibellini capeggiati dai Doria. Nel 1450 si trasferirono a Ventimiglia sotto la protezione di Casa Savoia, che aiutarono nella difesa della contea di Nizza; il primo che vi si stabilì fu Ottobono, che nel suo testamento del 1494 erogò cospicui lasciti per costruzione di un convento. Furono ascritti al patriziato nizzardo, e nel 1698 Giovanni Angelo fu insignito anche del patriziato romano. Nel 1762 Giovanni Francesco acquisì la contea di Roccasterone; Papa Clemente XIV concesse a lui e alla sua discendenza il titolo di marchese, con Breve del 29 settembre 1771.
Gli Orengo ebbero sempre parte attiva nella vita di Ventimiglia, esercitando magistratura civile, militare ed ecclesiastica. Molteplici sono le istituzioni di pubblica utilità dovute alla loro iniziativa: nel 1686 Devota Orengo lasciava parte del suo patrimonio per l'istituzione delle scuole classiche; e così pure, il Conservatorio delle Canonichesse Lateranensi, il Convento dei Minori Osservanti, e una cappella nella Cattedrale.
Numerose le proprietà degli Orengo, in cui ospitarono anche Elisabetta Farnese in viaggio per la Spagna, a Ventimiglia Alta, nella piana di Latte e alla Mortola. Una di queste fu acquisita nel 1867 da Sir Thomas Hanbury, che vi realizzò i noti giardini.

## Persone
- Lodovico, preposito della Cattedrale di Ventimiglia dal 1571 al 1574.
- Marcantonio, filosofo e medico, autore di un'opera sulla cura degli appestati, vivente nel 1630.
- Antonio, sindaco di Ventimiglia nel 1636 e 1642.
- Giovanni Angelo, ascritto nel 1698 all'albo dei Patrizi romani, e quindi al seggio della città di Matera.
- Filippo Gaetano, giureconsulto e preposito della Cattedrale di Ventimiglia dal 1745 al 1750.
- Vincenzo, abate, erudito e scrittore, lasciò una Narrazione della guerra del 1748.
- Giambattista, ascritto nel 1765 al Libro d'Oro della Repubblica di Genova.
- Giovanni Francesco, nipote di Giambattista, acquistò nel 1762 il contado di Roccasterone dai Reverizio di Sanremo; nel 1771 creato marchese dallo Stato Pontificio.
- Paolo Girolamo, dell'Ordine degli Scolopi, eletto vescovo di Ventimiglia nel 1804 e ivi morto nel 1812; fu insignito da Napoleone del titolo di barone e della croce di cavaliere della Legion d'onore.
- Paolo Girolamo, nato nel 1828, contrammiraglio della marina italiana, cavaliere dell'Ordine Militare d'Italia, senatore dal 1897.
- Renata, autrice de Diario del Cegliolo. Cronaca della guerra in comune toscano: giugno-luglio 1944, moglie di Giacomo Debenedetti e curatrice delle sue opere postume.
- Nico, giornalista e scrittore, poeta[5].